# Élections en république du Congo
Cet article possède un paronyme, voir Élections en république démocratique du Congo.
Cet article contient la liste des élections tenues ou à venir en république du Congo.

## Organisation des élections
Depuis février 2016, la Commission électorale nationale indépendante (CENI) est chargé de l'organisation des élections.

## Élections présidentielles
Le président de la République est élu au suffrage universel pour un mandat de 5 ans renouvelable deux fois. Si l'un des candidats réunit la majorité absolue des suffrages exprimés au premier tour, il est alors élu. 

## Liste
- Élection présidentielle de 2021 en république du Congo
- Élection présidentielle de 2016 en république du Congo
- Élection présidentielle de 2009 en république du Congo
- Élections législatives de 2007 en république du Congo